# 王之佐 (明朝)
王之佐（1591年—1637年），字信吾，直隶顺天府东安县人。崇祯帝时期的尚衣监掌印太监、尚膳监掌印太监。死后由兵部尚书陆完学为他撰写墓志铭。

## 生平
万历十九年（1591年），出生。
天启元年（1621年），被选入宫廷，成化帝端荣昭妃坟管事。
天启二年（1622年），任职兵仗局。
崇祯二年（1629年），为乾清宫暖阁近侍。
崇祯五年（1632年），听命跟随皇帝入朝，负责捧剑。
崇祯六年（1633年），负责上林苑监良牧、蕃育、林衡、嘉蔬四署。
崇祯八年（1635年），为尚衣监掌印太监，负责管理乾清宫事务。
崇祯九年（1636年），为尚膳监掌印太监。
崇祯十年（1637年），去世。

## 亲属
- 王安